# Giancarlo Cocchia
Giancarlo Cocchia (Livorno, 4 giugno 1924 – Livorno, 13 agosto 1987) è stato un pittore italiano.

## Biografia
Compie i suoi studi artistici all'Accademia di Brera a Milano. Alla fine degli anni quaranta partecipa, anche se da indipendente, alle esposizioni dell'Eaismo, movimento di avanguardia livornese che enfatizza il potere distruttivo dell'energia atomica: è collegabile a questa corrente soprattutto nella deformazione della figura umana.
Negli anni cinquanta porta avanti una pittura improntata ad una forte carica espressionistica con raffigurazioni monocrome e talvolta cupe di personaggi in crisi con sé stessi e con la società. Contemporaneamente sviluppa una ricerca cromatica che risente degli influssi dei primitivi toscani del Trecento. Ad essere rappresentati sono Cristi in croce, apostoli, discepoli o semplici osservatori di vicende altrui.
Nel 1967 viene invitato a partecipare all'ottava edizione del premio Modigliani, insieme a Pier Paolo Calzolari, Pino Pascali e tredici altri artisti contemporanei italiani.
Interessandosi di arte religiosa, Giancarlo Cocchia dipinge anche il ciclo su l'Apocalisse.
Nel 1970 l'Università di Camerino lo invita a decorare un padiglione del suo ateneo, per un totale di 12 m².
Realizza tele come La campagna, La città, Il lavoro, Lo studio, Lo spirito.
Negli anni seguenti esegue decorazioni nel convento di San Marco a Firenze, nel coro dell'Antoniano di Bologna e nella chiesa di Collinaia a Livorno.
Parallelamente al suo lavoro artistico, insegna pittura alla "Libera Accademia Trossi Uberti" di Livorno che fu diretta dal 1966 al 1976 da un altro grande pittore livornese: Voltolino Fontani estensore del manifesto artistico-estetico del già citato Eaismo.
Uno dei suoi allievi è il comico, cabarettista e pittore, Dario Ballantini; Ballantini lo definisce un espressionista e dice di essere stato influenzato dalla sua pittura. Tra le sue mostre, significativa quella a Palazzo Grazioli a Roma (1961).
Luciano Castelli ne ha scritto un libro in ricordo nel 1971.
Il 2 settembre 2014 si è aperta presso la Pinacoteca Carlo Servolini di Collesalvetti una mostra retrospettiva sull'opera di Giancarlo Cocchia, curata dalla storica dell'arte Francesca Cagianelli. L'inaugurazione è avvenuta alla presenza di Dario Ballantini.
Dal 16 al 25 agosto 2024 si è tenuta, presso i locali della Fondazione Trossi Uberti di Livorno, la mostra antologica " Giancarlo Cocchia. Un maestro tra espressionismo e arte sacra", curata da Michele Pierleoni. 